# Martita Hunt
Martita Hunt (ur. 30 stycznia 1900 w Buenos Aires, zm. 13 czerwca 1969 w Hampstead) – brytyjska aktorka filmowa, teatralna i telewizyjna. 

## Filmografia
- 1920: A Rank Outsider
- 1933: Byłem szpiegem (I Was a Spy) – ciotka Lucille
- 1936: Róża Tudorów (Tudor Rose) – Lady Frances Brandon, matka Lady Jane
- 1936: Tajny agent (Sabotage) – córka profesora
- 1937: Good Morning, Boys – Lady Bagshott
- 1939: Żegnaj Chips (Goodbye, Mr. Chips) – brytyjska turystka na bicyklu
- 1943: Szary lord (The Man in Grey) –  Miss Patchett
- 1946: Wielkie nadzieje (Great Expectations) – Miss Havisham
- 1948: Anna Karenina – księżna Twerska
- 1949: The Fan – księżna Berwick
- 1952: Opowieść o Robin Hoodzie i jego wesołych kompanach (The Story of Robin Hood and His Merrie Men) – królowa Eleanor
- 1956: Anastazja (Anastasia) – baronowa von Livenbaum
- 1957: Niezastąpiony kamerdyner (The Admirable Crichton) – hrabina Brocklehurst
- 1958: Witaj, smutku (Bonjour tristesse) – matka Philippe’a
- 1958: Jakobowsky i pułkownik (Me and the Colonel) – przełożona
- 1959: Pierwsza noc (La prima notte) – Lisa Bradwell
- 1960: Narzeczona Draculi (The Brides of Dracula) – baronowa Meinster
- 1960: Pieśń bez końca (Song Without End) – wielka księżna
- 1962: Wspaniały świat braci Grimm (The Wonderful World of the Brothers Grimm) – Anna Richter
- 1964: Becket – królowa Matylda
- 1964: Niezatapialna Molly Brown (The Unsinkable Molly Brown) – wielka księżna Lupawinowa
- 1965: Bunny Lake zaginęła (Bunny Lake Is Missing) – Ada Ford
- 1969: Najlepszy dom w Londynie (The Best House in London) – pani domu

## Nagrody
- 1949: Tony Award dla najlepszej aktorki dramatycznej za rolę Aurelii w anglojęzycznym przedstawieniu teatralnym sztuki Jeana Giraudoux „Wariatka z Chaillot” („The Madwoman of Chaillot”)[1]